# Yi Jun
Yi Jun (chinesisch 易军, Pinyin Yì Jūn; * 1951) ist ein chinesischer leitender Manager.

## Leben
Yi ist Han-Chinese und stammt aus der Provinz  Sichuan. Er machte seinen Master-Abschluss an der Architektur-Universität Chongqing.
Yi ist seit 1982 Mitarbeiter der CSCE Group und wurde mit den Titeln „National Excellent Project Manager“ und „National Model Worker“ ausgezeichnet. Von 1993 bis 2001 war er Chairman und Managing Director des chinesischen Bauunternehmens China State Construction Engineering Corporation.
1998 wurde Yi vom Ministry of Construction zum Mitglied des National Direction Board for Construction Management Education ernannt.
Er  ist seit  2002  Chairman und Managing Director der China State Construction International.
Yi war von 18. Mai 2010 bis 14. September 2011 als Nachfolger von Sun Wenjie Chairman des chinesischen Bauunternehmens China State Construction Engineering. Sein Nachfolger ist seit 15. September 2012 Guan Qing.